# فرناندو ريتايود
فرناندو ريتايود (بالإسبانية: Fernando Retayud) (مواليد 22 أكتوبر 1969) هو ملاكم كولومبي، مثّل بلاده في الألعاب الأولمبية الصيفية 1992.

## روابط خارجية
فرناندو ريتايود على موقع أوليمبيديا (الإنجليزية)